# Merényletek listája
Az alábbi lista a fontosabb merényleteket tartalmazza, időrendben:

## Ókor, középkor

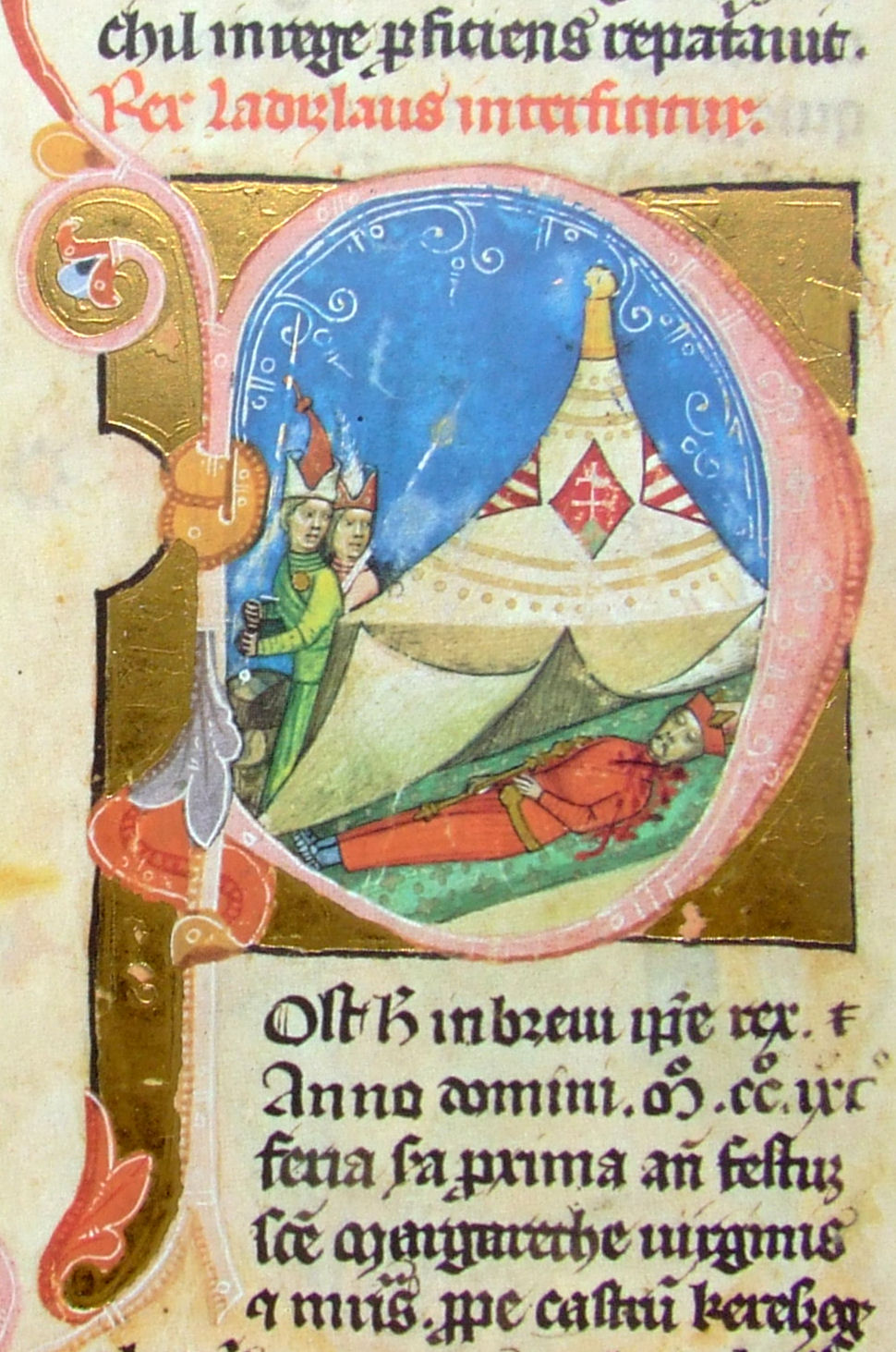
Kun László király meggyilkolása 1290-ben (Miniatúra a Képes krónikából).

- i. e. 1324.k. – Tutankhamon egyiptomi fáraó halálát korábban merényletnek tulajdonították, de a modern kutatások szerint betegségben halt meg.
- i. e. 336 – II. Philipposz makedón királyt meggyilkolja saját testőre, Pauszaniasz. A merénylet háttere ismeretlen.
- i. e. 133, Róma – Tiberius Gracchus római néptribunust szenátusbéli ellenfelei kíséretével együtt legyilkolják.
- i. e. 44. március 15., Róma – Caius Julius Caesar meggyilkolása a római szenátusban.
- i. sz. 41. január 24., Róma – Caligula császárt feleségével Cæsoniával és gyermekével együtt meggyilkolják a Cassius Chaerea pretoriánus vezette összeesküvők.
- i. sz. 96. szeptember 18., Róma – Domitianus császárt meggyilkolja magántitkára, Flavius Stephanus. Felbujtója Marcus C. Nerva lehetett, aki még aznap megszerezte a császári trónt.
- 192. december 31., Róma – Commodus császárt fürdőjében megfojtja szeretője, Marcia Aurelia Demetrias és annak cinkosa, egy Narcissus nevű atléta. Az összeesküvésben szenátorok is részt vettek.
- 217. április 8., Mezopotámia – Caracalla császárt egy hadjárat alkalmával meggyilkolja Julius Martialis testőrtiszt, Marcus Macrinus prefektus megbízásából. A gyilkost kivégzik, a felbujtó megszerzi áldozatának császári trónját.
- 455. március 16., Róma – III. Valentinianus nyugat-római császárt egy díszszemle alkalmával saját katonái meggyilkolják, bosszúból Flavius Aëtius hadvezér egy évvel korábbi meggyilkolásáért.
- 493. március 15., Ravenna – Odoaker germán hadvezért, Itália királyát saját kezűleg öli meg „szövetségese”, Teodorik keleti gót király.
- 1040. augusztus 14., Pitgaveny, Elgin, Skócia – I. Duncan skót királyt meggyilkolják Macbeth moray-i tartományúr emberei, így Macbeth lesz Skócia királya.
- 1170. december 29., Canterbury – Thomas Becket canterburyi érsek meggyilkolása saját templomában, II. Henrik angol király által felbujtott lovagok kezétől.
- 1213. szeptember 28. – Gertrúdisz magyar királyné meggyilkolása. Ezt a merényletet az utókor – valószínűleg tévesen – Bánk horvát-szlavón bánnak tulajdonítja.
- 1290. július 10., Körösszeg – IV. (Kun) László magyar király meggyilkolása. Kun főemberek szolgái ölték meg, feltehetően Borsa Kopasz nádornak felbujtására.
- 1327. szeptember 21., Berkeley vár, Gloucestershire – II. Eduárd angol király meggyilkolása börtönében, feleségének, Izabella királynénak és a szeretőjének, Roger Mortimer grófnak parancsára.
- 1330. április 17., Visegrád – Zách Felicián sikertelen merénylete Károly Róbert király és családtagjai ellen.
- 1345. szeptember 18., Aversa - András magyar királyi és calabriai herceget felesége, Johanna későbbi nápolyi királynő felbujtására udvartartása tagjai kötéllel megfojtották. (Aversai merénylet)
- 1386. február 7., Buda - II. (Kis) Károly magyar király elleni gyilkos merénylet, Erzsébet királyné és I. Mária magyar királynő felbujtására. A királyt Forgách Balázs étekfogó mester egy hosszú késsel (bicellus) a koponyájára sújtva életveszélyesen megsebesítette, a király 1386. február 24-én halt meg Visegrádon.
- 1478. április 26., Firenze – a Mediciek elleni merénylet a firenzei dómban: a Pazzi-összeesküvés tagjai lekaszabolják Giuliano de’ Medicit. Bátyja, Lorenzo de’ Medici elmenekül, később véres bosszút áll.
- 1566. március 9., Edinburgh – A későbbi VI. (I.) Jakabbal hat hónapos terhes I. Mária skót királynő élete és hatalma ellen merényletkísérletet követ el a férje, Stuart Henrik címzetes skót király támogatásával a skót főnemesek egy csoportja. A királynőre az edinburgh-i palotájának a lakosztályában törtek rá az összeesküvők, akiket a férj vezet oda. A királynőnek csak a határozott lélekjelenlétén múlik, hogy nem végeznek vele, de titkárát, David Rizziót, aki a királynőbe próbált kapaszkodni, több mint 50 tőrdöféssel meggyilkolják, miután azzal vádolják meg, hogy az uralkodónő szeretője. A királynőt ezután a saját palotájában fogolyként tartják fogva, akinek innen a férjének a tettestársai elleni árulása és felesége mellé átpártolása után sikerül megszöknie.

## 16–18. század

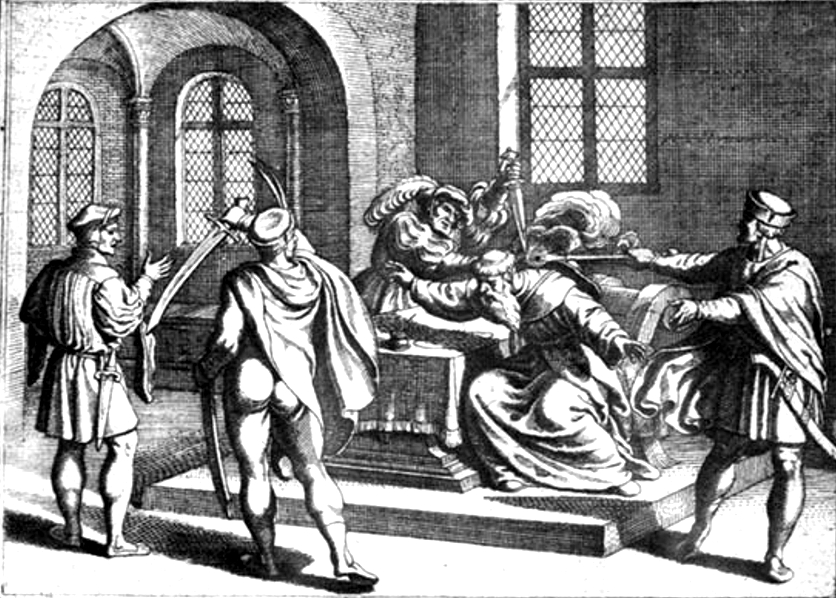
Martinuzzi György bíboros meggyilkolása – rézmetszet

- 1551. december 17., Alvinc – Martinuzzi György bíboros, erdélyi kancellár meggyilkolása, Castaldo császári tábornok emberei által, Habsburg Ferdinánd király utasítására.
- 1567. február 10., Edinburgh– Lord Darnley, Stuart Mária skót királynő férje elleni gyilkos merénylet, Lord Bothwellnek, Mária következő férjének irányításával.
- 1584. július 10., Delft – Orániai Vilmos, a „hallgatag herceg”, Németalföld helytartója meggyilkolása. Merénylője, a francia Balthasar Gérard a II. Fülöp spanyol király által kitűzött vérdíjat akarta elnyerni.
- 1589. augusztus 2., Saint-Cloud – III. Henrik francia király meggyilkolása, a fanatikus katolikus Jacques Clément dominikánus szerzetes kezétől.
- 1610. május 24., Párizs – IV. Henrik francia király meggyilkolása a fanatikus katolikus François Ravaillac által.[1]

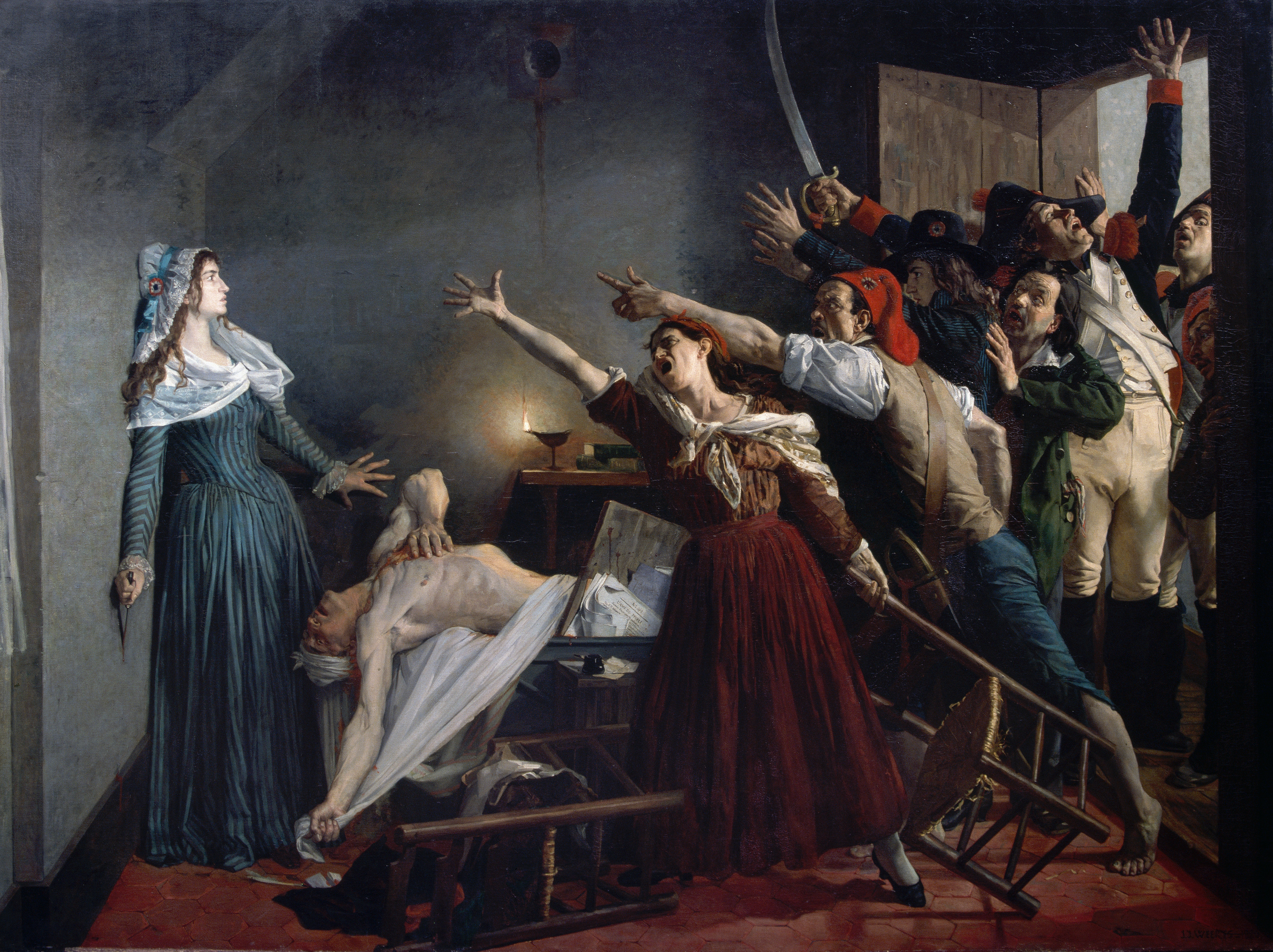
Jean-Joseph Weerts: Merénylet Marat ellen (1880)

- 1628. augusztus 23., Portsmouth – George Villiers, Buckingham hercege meggyilkolása, a fanatikus puritán John Felton leszúrta. (Szépirodalmi feldolgozását lásd: A három testőr c. regényben).
- 1757. január 5., Versailles – XV. Lajos francia király elleni gyilkossági kísérlet. Robert François Damiens-t, aki késszúrással könnyebben megsebesítette, felnégyelték.
- 1792. március 16., Stockholm – III. Gusztáv svéd király elleni merénylet. A stockholmi Operaházban rendezett álarcosbálon egy összeesküvő tiszt, Jacob Johan Anckarström ezredes hátba lőtte, a király március 29-én belehalt sérülésébe.
- 1793. július 13., Párizs – Jean-Paul Marat képviselő meggyilkolása, a lelkes girondista Charlotte Corday által.
- 1800. december 24., Párizs – Sikertelen pokolgépes merénylet Napoléon Bonaparte, az első konzul ellen a Saint-Nicaise utcában. Bonaparte a jakobinusokat vádolta, mozgalmukat szétzúzta. Fouché rendőrminiszter nyomozása utóbb royalista összeesküvést leplezett le, melynek vezetőjét, Pierre Robinault de Saint-Régeant-t kivégezték.

## 19. század

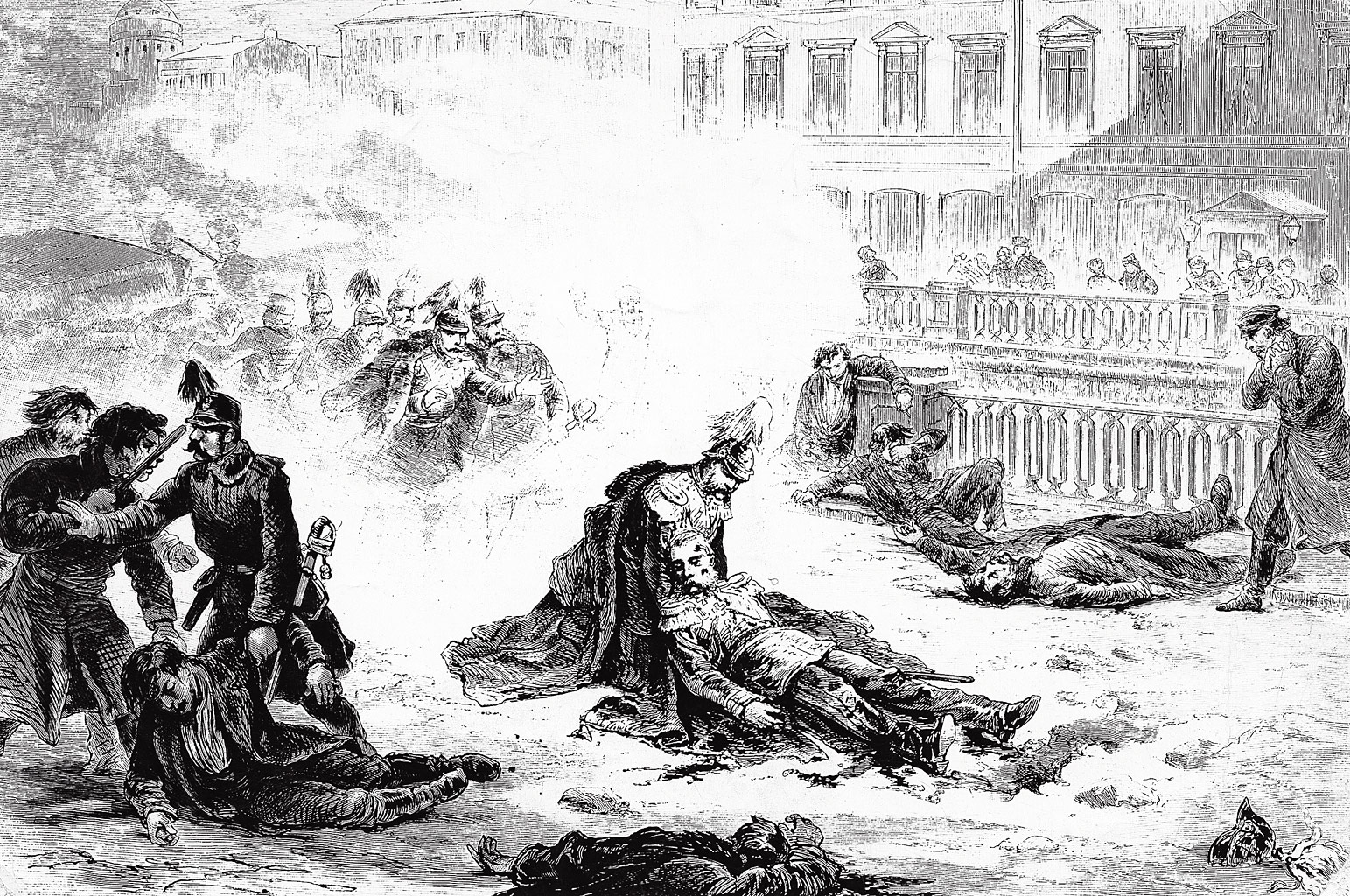
II. Sándor orosz cár meggyilkolása Szentpétervárott, 1881-ben. (G. Broling rajza, 1881.)

- 1801. március 23., Szentpétervár – I. Pál orosz cár meggyilkolása. A fiát, Sándor cárevicset támogató tisztek elfogták az uralkodót, kínzással lemondását próbálták kicsikarni, ebbe belehalt.
- 1808. július 28., Konstantinápoly – III. Szelim oszmán szultán meggyilkolása, a janicsárok felkelése révén szultáni hatalomra került Musztafa herceg emberei által.
- 1820. február 13., Párizs – Berry hercegének, X. Károly király fiának meggyilkolása a Rue de la Loi-n. A bonapartista Louis-Pierre Louvel tőrrel leszúrta.
- 1835. július 28., Párizs – Pokolgépes merénylet I. Lajos Fülöp francia király és családja ellen a Boulevard du Temple-n, a júliusi forradalom évfordulóján, a bonapartista korzikai Giuseppe Fieschi irányításával. A király megmenekült, a merénylőket kivégezték.
- 1853. február 18., Bécs – Libényi János sikertelen merénylete I. Ferenc József császár ellen.
- 1854. március 26., Parma – III. Károly parmai herceg meggyilkolása. Merénylője a nyílt utcán szúrta le, majd elmenekült és sohasem fogták el.
- 1856. december 8., Nápoly – II. Ferdinánd nápoly–szicíliai király elleni merénylet. Agesilao Milano calabriai katona több szúrással súlyosan megsebesítette. A merénylőt kivégezték, áldozata sohasem épült fel teljesen.
- 1865. április 14., Washington D.C. – Abraham Lincoln amerikai elnök meggyilkolása, John Wilkes Booth által a washingtoni Ford színházban.[2]
- 1878. január 24., Szentpétervár – Vera Zaszulics rálő Szentpétervár rendőrparancsnokára, Fjodor Trepov tábornokra.[3]
- 1881. március 13., Szentpétervár – II. Sándor orosz cár meggyilkolása, narodnyik merénylők bombájával.[3]
- 1881. július 2., Washington D.C. – James A. Garfield amerikai elnök elleni merénylet. A zavart személyiségű Charles J. Guiteau lövésekkel súlyosan megsebesítette, az áldozat szeptember 19-én belehalt a szövődményekbe.[4]
- 1898. szeptember 10., Genf – Erzsébet császárné és királyné („Sissi”) meggyilkolása, Luigi Lucheni olasz anarchista leszúrta.
- 1900. július 29., Monza – I. Umbertó olasz király meggyilkolása, az USA-ból hazatért Gaetano Bresci anarchista merénylő agyonlőtte.

## 20. század

### 1901–1925 között

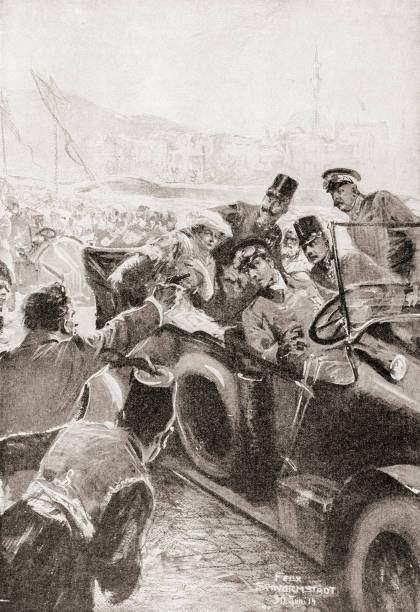
A szarajevói merénylet, 1914. június 28.

- 1901. szeptember 6., Buffalo, New York állam – William McKinley amerikai elnök meggyilkolása, az anarchista Leon Czolgosz kezétől (szeptember 14-én halt meg).[5]
- 1902. április 15., Szentpétervár – Dmitrij Szergejevics Szipjagin orosz belügyminiszter meggyilkolása a Mariinszkij-palota (Minisztertanács) előcsarnokában, Sztyepan Balmasov eszer merénylő agyonlőtte. Ugyanekkor kísérelték megölni Konsztantyin Pobedonoszcevet, a Szent Szinódus főprokurátorát, valamint Ivan Mihajlovics Obolenszkij herceget, Harkov kormányzóját.[3]
- 1903. június 11., Belgrád – I. (Obrenović) Sándor szerb királynak és feleségének lemészárlása a rivális Karađorđević családhoz hű összeesküvő katonatisztek által.
- 1904. július 28., Szentpétervár – Vjacseszlav Konsztantyinovics Pleve orosz belügyminiszter meggyilkolása a Varsói pályaudvarnál. eszer forradalmárok bombát dobtak fogatára. Az egyik merénylőt, Jegor Szazonovot elfogták, társa Ivan Kaljajev elmenekült, és további merényleteket hajtott végre.
- 1905. február 17., Moszkva – Szergej Alekszandrovics Romanov orosz nagyhercegnek, Moszkva katonai kormányázójának, III. Sándor cár öccsének meggyilkolása a Kreml Miklós-kapujánál. Ivan Kaljajev eszer forradalmár, aki már Plehve belügyminiszter meggyilkolásában is részt vett, hasonló bombát vetett a nagyherceg fogatára is, annak azonnal halálát okozva.
- 1908. február 1., Lisszabon – I. Károly portugál király és fia, Lajos Fülöp infáns, trónörökös meggyilkolása republikánus összeesküvők által.
- 1911. szeptember 18., Kijev – Pjotr Sztolipint a kijevi operaházban lelövi Dmitrij Bogrov forradalmár. Sztolipin négy nappal később belehal sérülésébe.[6]
- 1913. március 18., Szaloniki – I. György görög király meggyilkolása, Alekszandrosz Szkinasz makedón nacionalista merénylő kezétől.
- 1914. június 28. – a szarajevói merénylet: Habsburg–Lotaringiai Ferenc Ferdinánd osztrák–magyar trónörökösnek és feleségének meggyilkolása szerb nacionalisták által, a szerb királyi titkosszolgálat támogatásával.
- 1914. július 31., Párizs – Jean Jaurès francia szocialista politikus, békepárti aktivista meggyilkolása, a fanatikus háborúpárti Raoul Villain kezétől.
- 1916. október 21., Bécs – Gróf Karl von Stürgkh osztrák miniszterelnök meggyilkolása, Friedrich Adler szociáldemokrata képviselő által.
- 1918. augusztus 30., Moszkva – Vlagyimir Iljics Lenin elleni sikertelen merénylet. Fanni Kaplan eszer aktivista több lövéssel életveszélyesen megsebesítette. A merénylőt tárgyalás nélkül kivégezték, a merénylet ürügyével betiltották az ellenzéki pártokat és megindították a „vörösterrort”.
- 1918. október 31., Budapest – Gróf Tisza István volt magyar miniszterelnök meggyilkolása, forradalmár katonák ölték meg otthonában, három korábbi sikertelen merénylet után.
- 1919. április 23., Budapest – Hollán Sándor nyugalmazott államtitkárnak és fiának meggyilkolása a Lánchídon a Vörös Őrség Lázár Andor Endre által vezetett különítménye által.
- 1920. február 17., Budapest – Somogyi Béla és Bacsó Béla szociáldemokrata újságírók meggyilkolása az Ostenburg-különítmény tisztjei által, a fehérterrort tárgyaló cikkeik megtorlásaként.
- 1922. június 24., Berlin – Walther Rathenau német birodalmi külügyminiszter meggyilkolása, egy szélsőjobboldali radikális ifjúsági diákszervezet tagjai által.
- 1922. augusztus 22., Béal na mBláth, Cork megye, Írország – Michael Collins tábornoknak, az ír haderő parancsnokának, Írország nemzeti hősének meggyilkolása, rivális IRA-aktivisták által.
- 1923. június 14., Szlavovica, Bulgária – Alekszandar Sztambolijszki bolgár miniszterelnök meggyilkolása. Nacionalista katonatisztek puccsa miatt szülőfalujába menekült, de üldözői felkutatták és megölték.
- 1924. június 10., Giacomo Matteotti olasz politikust, az Egyesült Szocialista Párt (PSU) főtitkárát szocialista képviselőt fasiszta feketeingesek (squadristi) elrabolják és meggyilkolják. 1925. január 3-i beszédében Benito Mussolini magára vállalta a „teljes erkölcsi, politikai és történelmi felelősséget” a gyilkosságért.

### 1926–1950 között
- 1926. május 25., Párizs – Szimon Petljura volt hetmant, az emigráns ukrán kormány vezetőjét nyílt utcán agyonlőtte Sholom Svarcbard anarchista aktivista. A gyilkost felmentették, mert védekezésében az ukrán pogromokban elvesztett családtagjaira hivatkozott.[7]
- 1931. szeptember 13. – a biatorbágyi merénylet, a vasúti viadukt felrobbantása Matuska Szilveszter által.
- 1934. július 25., Bécs – Engelbert Dollfuß osztrák kancellárt egy sikertelen puccskísérlet során osztrák nemzeti szocialisták saját irodájában lelőtték.[8]
- 1934. október 9., Marseille – I. Sándor jugoszláv király és Louis Barthou francia külügyminiszter meggyilkolása,[9] a Makedónia függetlenségéért küzdő IMRO szervezet aktivistái által.
- 1934. december 1., Leningrád – Szergej Mironovics Kirov leningrádi párttitkárnak, Sztálin legfőbb vetélytársának meggyilkolása Szmolnij-beli irodájában, valószínűsíthetően Sztálin utasítására. A Kirov-gyilkosság tömeges politikai megtorlásokhoz szolgáltatott ürügyet.
- 1939. november 8., München, Németország – Johann Georg Elser bombamerénylete 21:20 órakor a müncheni Bürgerbräukeller nevű sörpincében, ahol Adolf Hitler hívei és rajongói előtt beszédet tartott. Hitler azonban a robbanás előtt elhagyta a helyszínt, mivel a ködös időjárás miatt nem repülővel hanem vonattal kellett visszamennie Berlinbe. Nyolc halott és 57 sebesült.
- 1940. augusztus 20., Mexikóváros – Lev Davidovics Trockij orosz bolsevik forradalmár, politikus meggyilkolása. Emigrációjában a Sztálin által ráküldött NKVD-ügynök, Ramón Mercader jégcsákánnyal halálosan megsebesítette.
- 1942. március 7., Prága – Reinhard Heydrich SS-Obergruppenführer, Cseh- és Morvaország helytartója elleni merénylet. A brit titkosszolgálat által átdobott cseh partizánok ölték meg.
- 1944. július 20., Rastenburg, Kelet-Poroszország – az Adolf Hitler elleni sikertelen merénylet, Claus Schenk von Stauffenberg ezredes által elhelyezett pokolgéppel.
- 1948. január 30., Újdelhi – Mahátma Gandhi indiai politikus, spirituális vezető meggyilkolása, egy fanatikus hindu nacionalista, Nathuram Godse lőtte agyon.
- 1948. május 22., Jeruzsálem – a Lehi cionista terrorszervezet négy tagja géppisztollyal lelövi Folke Bernadotte svéd diplomatát, az ENSZ közvetítőjét az arabokkal folyó konfliktusban.
- 1950. november 1., Washington – Harry S. Truman amerikai elnök elleni sikertelen merénylet. Két Peurto Ricó-i, függetlenség-párti merénylő (Oscar Collazo és Griselio Torresola) megtámadja a Blair-házat, ahol a Fehér Ház restaurálása miatt az elnök és családja ideiglenesen lakott. A kialakult tűzharcban Torresola-t Leslie Coffelt rendőrtiszt halálosan megsebesíti, Collazót meg elfogják a rendőrök. Coffelt olyan súlyosan sérüléseket szenvedett, hogy négy órával a merénylet után a kórházban életét vesztette.

### 1951–1975 között

Kennedy elnök meggyilkolásának pillanatai, Dallas, 1963. november 22-én. Képkocka Abraham Zapruder amatőrfilmjéből.

- 1961. május 30., Santo Domingo (Dominikai Köztársaság) – Rafael Trujillo dominikai diktátor autóját heten géppuskával tűz alá vették, majd az ezt követő tűzharcban meghalt.[10]
- 1962. augusztus 22., Petit-Clamart (Párizs mellett) – Charles de Gaulle tábornok, Franciaország köztársasági elnöke elleni sikertelen merénylet, az OAS tagjaiból álló kommandót Bastian-Thiry alezredes irányította
- 1962. október 27., Lombardia – Enrico Mattei olasz gazdasági főhivatalnok, az Agip és az ENI alapítója, a nemzeti kőolajvagyon védelmezője repülőbalesetben meghal. Hivatalosan balesetnek minősítették. Jelenkori vizsgálatok sorra tárnak fel nemzetközi összeesküvésre és merényletre utaló nyomokat.
- 1963. november 22., Dallas – John Fitzgerald Kennedy amerikai elnök meggyilkolása. Hivatalos álláspont szerint a magányos Lee Harvey Oswald lőtte le, akit két nappal később szintén meggyilkoltak.[11]
- 1966. szeptember 6., Fokváros – Hendrik Verwoerd dél-afrikai miniszterelnök meggyilkolása.[12] Dimitri Tsafendas (Dimitri Sztafendasz) görög-portugál származású parlamenti küldönc szúrta le. Indítéka nem derült ki.[13]
- 1967. január 4., Spanyolország, –  Mohamed Khider, a Nemzeti Felszabadítási Front (FLN) korábbi főtitkárának meggyilkolása.[14]
- 1968. április 4., Memphis, Tennessee állam – Martin Luther King fekete polgárjogi harcos meggyilkolása, gyilkosa James Earl Ray volt.
- 1968. június 6., Los Angeles – Robert F. Kennedy amerikai igazságügy-miniszter meggyilkolása. A palesztin Sirhan Bishara Sirhan lőtte le Izraelt támogató politikájáért, a hatnapos háború első évfordulóján.
- 1973. december 20., Madrid – Luis Carrero Blanco herceg, spanyol francoista miniszterelnök meggyilkolása, a baszk ETA terrorszervezet 100 kg töltetű pokolgépével.
- 1975. március 25., Rijád – Fejszál szaúdi királyt meggyilkolja saját unokaöccse, Fejszál ibn Muszajid herceg.
- 1975. szeptember 5., Sacramento – Gerald Ford amerikai elnök elleni merényletkísérlet. A "Manson család" szekta börtönben ülő vezetője, Charles Manson megparancsolta Lynette Fromme-nak, hogy lője le a politikust, de a testőrök még időben lefogják a fiatal lányt.
- 1975. szeptember 17. – Újabb merényletkísérlet Gerald Ford amerikai elnök ellen. A marxista Sarah Jane Moore próbálta lelőni az elnököt, de egy ártatlan járókelőt sebesített meg.

### 1976–1990 között

A Reagan elnök elleni merénylet pillanatai, 1981. március 30.

- 1977. április 7., Karlsruhe – Siegfried Buback német szövetségi főállamügyész meggyilkolása, a radikális Baader-Meinhof csoport tagjai által.
- 1977. július 30., Frankfurt am Main – Jürgen Ponto német kormányfőtanácsosnak, a Dresdner Bank igazgatótanácsi elnökének meggyilkolása a Baader-Meinhof csoport tagjai által.
- 1978. május 9., Róma – Egy elhagyott autóban megtalálják Aldo Moro kereszténydemokrata politikus, korábbi miniszterelnök holttestét, akit a Vörös Brigádok nevű szélsőbaloldali terrorszervezet rabolt el még március 16-án. A tetteseket sohasem fogták el, elemzők nem zárják ki a politikai elit egyes csoportjainak közreműködését.
- 1978. szeptember 7., London – Georgi Markov bolgár emigráns írót egy buszmegállóban egy esernyőből kilőtt ricin-kapszulával meggyilkolják. A többször újrakezdett nyomozás a bolgár kommunista titkosszolgálat közreműködését valószínűsíti.[15]
- 1979. augusztus 27., Mullaghmore, Írország – Lord Louis Mountbatten brit főrendnek, a királynő nagybátyjának meggyilkolása, az Ír Köztársasági Hadsereg bombamerényletében (a hajóját robbantották fel).
- 1980. szeptember 26., München – Öngyilkos bombamerénylet az Oktoberfest vendégeinek tömegében, 13 emberéletet (köztük Gundolf Köhlerét, a bombavetőét is) kioltva, több mint 200 sebesültet hagyva maga után.
- 1980. október 3., Párizs – Bombamerénylet a Kopernikusz utcai zsinagóga ellen, (4 halott). A Népi Front Palesztina Felszabadításáért nevű szervezetet gyanúsítják.
- 1980. december 8., New York – John Lennon meggyilkolása, a személyiségzavaros Mark David Chapman által.
- 1981. március 30., Washington – Ronald Reagan amerikai elnök elleni sikertelen merénylet, az elmebeteg John W. Hinckley rálőtt, az elnök és két munkatársa súlyosan megsérült, de felépültek.
- 1981. május 13., Róma – II. János Pál pápa elleni sikertelen merénylet a Szent Péter téren, a török Ali Agça által.
- 1981. augusztus 30., Teherán – Mohammad Ali Rádzsáit, Irán elnökét és Mohammad Dzsavad Bahonár miniszterelnököt bombamerénylettel meggyilkolják az ellenzéki mudzsáhid szervezet aktivistái.[16]
- 1981. október 6., Kairó – Anvar Szadat egyiptomi elnök meggyilkolása, az Egyiptomi Iszlám Dzsihád aktivistái által, egy katonai díszszemle során.
- 1983. augusztus 21., Manila – Benigno Aquino Fülöp-szigeteki ellenzéki politikus meggyilkolása, Ferdinand Marcos diktátor-elnök utasítására.
- 1983. október 23., Bejrút – A libanoni polgárháború során öngyilkos merénylők két teherautó-bombával felrobbantották az amerikai–francia intervenciós erők két laktanyáját, 300 katonát öltek meg. A felelősséget az Iszlám Dzsihád vállalta magára. A nyugati intervenciós erőket kivonták Libanonból.
- 1984. október 31., Újdelhi – Indira Gandhi indiai miniszterelnök-asszony meggyilkolása saját két szikh testőre által.
- 1985. július 10., Auckland, Új-Zéland – A Rainbow Warrior elsüllyesztése: a francia DGSE katonai titkosszolgálat tagjai kormányutasításra felrobbantották a Greenpeace környezetvédő szervezet hajóját. Fernando Pereira portugál–holland fényképész életét vesztette. Az elkövető francia ügynököket a helyi hatóságok elfogták és elítélték.
- 1986. február 28., Stockholm – Olof Palme svéd miniszterelnök meggyilkolása. A tettes a nyílt utcán, szemtanúk jelenlétében lőtte le. A tanúvallomások alapján elfogott Christer Pettersson beismerte tettét, elítélték. 1988-ban perújrafelvétel során visszavonta vallomását. Bizonyíték hiányában felmentették.[17][18][19]
- 1988. december 21., Lockerbie, Dél-Skócia – Lockerbie-i katasztrófa A Pan Am-103. sz. London–New York járatának felrobbantása a líbiai titkosszolgálat emberei által, Moammer Kadhafi utasítására.
- 1990. április 25., Köln – Oskar Lafontaine Saar-vidéki miniszterelnök, SPD-elnök elleni merényletkísérlet. A pszichopata Adelheid Streidel késsel életveszélyesen megsebesíti, nyaki főütőerét alig elkerülve.
- 1990. október 12., Oppenau, Baden-Württemberg – Wolfgang Schäuble CDU-politikus, szövetségi belügyminiszter elleni merénylet. A pszichopata Dieter Kaufmann több lövéssel megsebesíti, kerkesszékbe kényszerül, de politikusi pályáját folytathatja. Beszámíthatatlannak minősített támadója ma szabadlábon él.

### 1990–2000 között

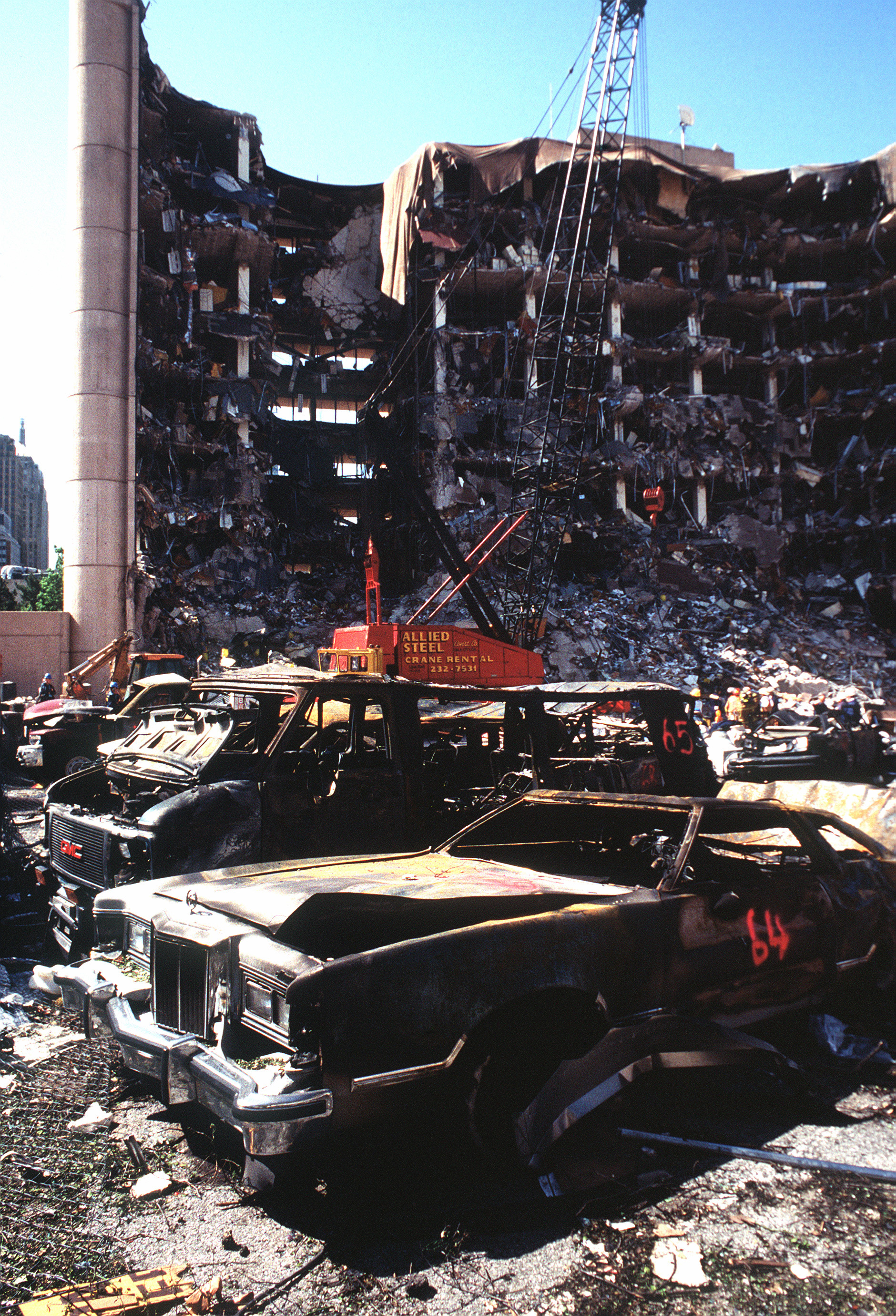
Az Oklahoma City-i bombamerénylet, 1995.

- 1991. május 21., Sriperumbudur, India – Radzsiv Gandhi indiai miniszterelnök meggyilkolása a Srí Lanka-i tamil elszakadáspárti LTTE terrorszervezet aktivistái által.
- 1992. május 23., Palermo – Giovanni Falcone olasz vizsgálóbírónak és feleségének meggyilkolása Salvatore Riina maffiavezérnek, a Corleone-család fejének utasítására. Egy autópálya-szakaszt robbantottak fel egy 500 kg töltetű pokolgéppel.
- 1992. július 19., Palermo – Paolo Borsellino olasz kormányfőtanácsosnak, a maffiaellenes kormánybizottság fejének meggyilkolása autóba rejtett pokolgéppel, ugyancsak Salvatore Riina parancsára. A gyilkosságok után Riinát életfogytiglani börtönbüntetésre ítélték.
- 1994. június 27., Macumoto – Gáztámadás a város lakossága és néhány bíró ellen. 8 halott, több száz sérült. A merényletet a japán Aum Sinrikjó vallási szekta tagjai követték el.
- 1995. március 20., Tokió – Gáztámadás a metró több állomása ellen, szarin bevetésével. 13 halott, több tucat súlyos gázsérült. A merényletet ugyancsak a japán Aum tagjai követték el spirituális vezérük, Soko Aszahara utasítására, akit halálra ítéltek. (2018. június 6-án végezték ki).
- 1995. április 19., Oklahoma City – A szövetségi intézmények helyi irodaházának felrobbantása Unió-ellenes amerikai militánsok, Timothy McVeigh és társai által (168 halott, köztük sok gyerek).
- 1995. július 25. – október 17., Párizs – Robbantásos merényletek sorozata a párizsi metróban és vasútvonalakon. Az Algériai Fegyveres Iszlám Csoport (GIA) tagjait gyanúsítják, 2007-ben 1 főt elítéltek a finanszírozásért.
- 1995. november 4., Tel-Aviv – Jichák Rabin izraeli miniszterelnököt meggyilkolta Jigál Amir radikális ortodox cionista.
- 1998. február 11., Budapest – Fenyő János magyar médiavállalkozót autójában ülve meggyilkolták, az ügy nyomozása nem zárult le. 2017-ben Jozef Roháčot jogerősen elítélték, 2018-ban Gyárfás Tamást felbujtóként gyanúsították meg.
- 1998. július 2., Budapest – az Aranykéz utcai robbantás, Boros Tamás olajvállalkozó célzott meggyilkolása. Vele együtt több ártatlan személy is áldozatul esik.[20] A nyomozás nem zárult le, 2015-ben Portik Tamást gyanúsítottként hallgatták ki.
- 1998. augusztus 15., Omagh, Észak-Írország – az IRA pokolgépes merénylete a bevásárlóutcában, a robbanások 29 embert öltek meg. A következő két évtizedben több gyanúsított ellen is vádat emeltek, de az összes eljárást  megszüntették, senkit sem ítéltek el (2018-ig).
- 2000. január 15., Belgrád – Željko Ražnatović (Arkan) szerb milicista vezért, nemzetközileg körözött háborús bűnöst egy szálloda előcsarnokában több lövéssel meggyilkolta egy szabadnapos rendőr, Dobrosav Gavrić. A merénylőt és segítőtársait 2006-ban elítélték, a felbujtó személyeket nem azonosították.

## 21. század

### 2001–2010 között

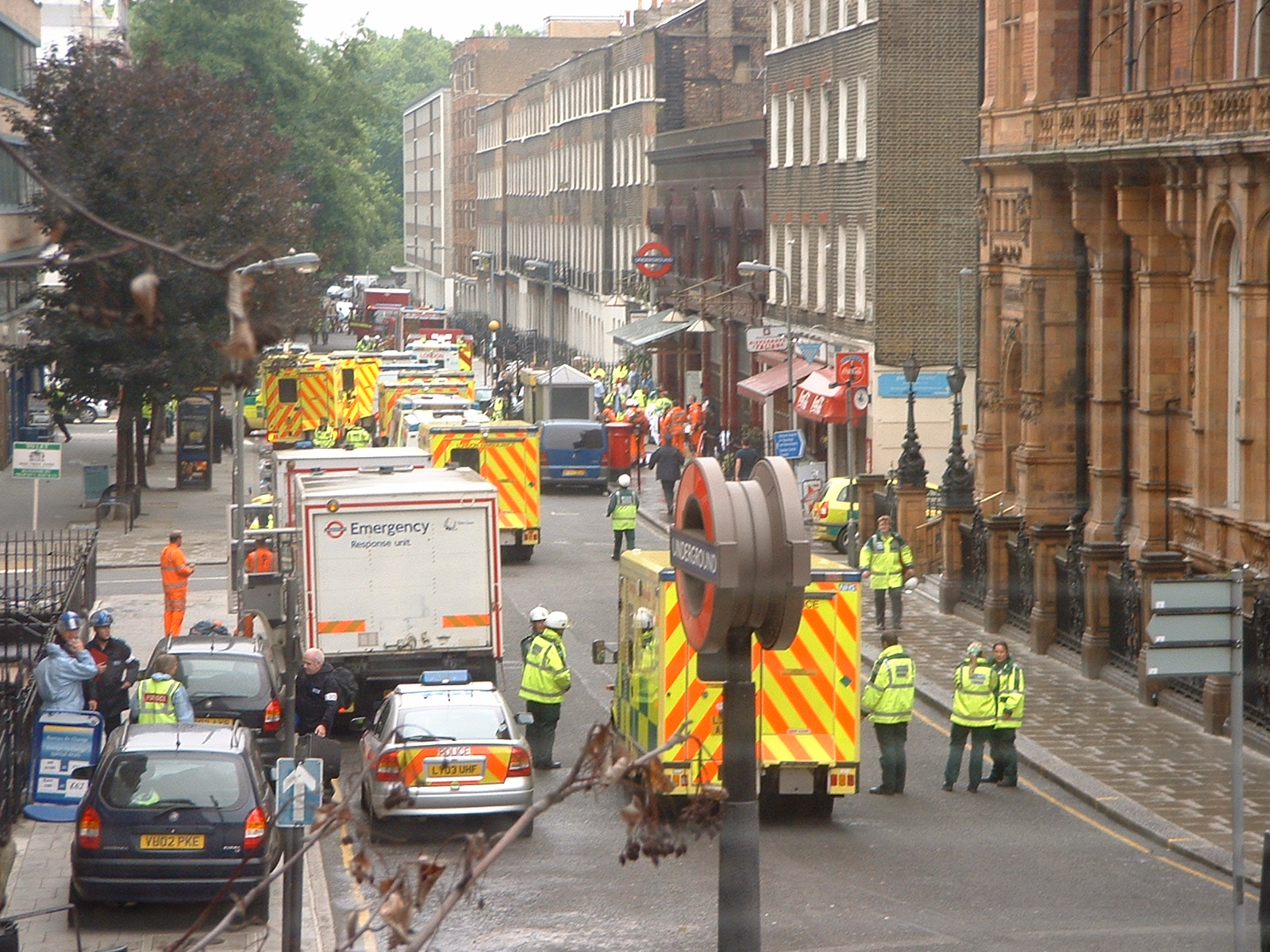
A 2005-ös londoni terrortámadás: mentők a Euston Square-en, 2005. július 7.

- 2001. január 18., Kinshasa – Laurent-Désiré Kabilának, a Kongói Demokratikus Köztársaság elnökének meggyilkolása testőrségének egyik tagja, Rashidi Kasereka által.
- 2001. június 1., Katmandu, Nepál – Mészárlás a királyi palotában. Meggyilkolják Bírendra nepáli királyt, feleségét és a királyi család több tagját. A tömeggyilkosság valódi háttere tisztázatlan. Az új király, Dnyánendra által kiadott hivatalos változat szerint a tettes Dipendra trónörökös herceg volt, aki a családirtás után maga is öngyilkos lett. Más források magát Dnyánendrát tartják értelmi szerzőnek, a kínai titkosszolgálat közreműködését is valószínűsítik.
- 2001. szeptember 9., Tahár tartomány, Afganisztán – Ahmed Sah Masszúd hadúrnak, a Talibán nagy ellenségének meggyilkolása az al-Káida által küldött, európai újságíróknak álcázott öngyilkos merénylők által, szinte szeptember 11. előestéjén.
- 2001. szeptember 11., New York/Washington D.C. – Az al-Káida muzulmán terrorista szervezet merényletsorozata az USA területén, eltérített utasszállító repülőgépekkel: a Világkereskedelmi Központ (WTC) lerombolása két géppel, a Pentagon egyik szárnyának megsemmisítése egy harmadik géppel. A negyedik gép nem érte el célját, miután a terroristák közelharcba keveredtek az utasokkal, Pittsburgh közelében lakatlan területre zuhant.
- 2002. május 6., Hilversum – Pim Fortuyn holland parlamenti képviselő meggyilkolása. Házából kilépve egy Volkert van der Graaf nevű radikális kisebbség- és állatvédő aktivista megölte. Ez az első politikai gyilkosság Hollandiában 1672 óta. A tettest 18 év börtönre ítélték.
- 2002. május 9., Kaszpijszk, Dagesztán – Bombamerénylet katonai díszszemlén, Mahacskala főváros közelében. 44 személy veszti életét. Két iszlamista végrehajtóját börtönbüntetésre ítélték. Értelmi szerzőjét, Rabbani Kalilov iszlamista partizánvezért 2007-ben orosz kommandósok megölték.
- 2003. március 12., Belgrád – Zoran Đinđić szerb miniszterelnök meggyilkolása. A nacionalista szerb milícia, a „Vörössipkások” volt tisztje, Zvezdan Jovanović lőtte le őt a kormány székházának kapujában.
- 2004. március 11., Madrid – Több pokolgép összehangolt felrobbantása a Madrid Atocha főpályaudvaron, 191 ember vesztette életét, 1800 megsebesült. A kormány (választási kampánycélból) a baszk ETA szervezetet vádolta meg. A nyomozás az al-Káida muzulmán terrorszervezet közreműködését állapította meg.
- 2004. február 13., Doha, Katar – Zelimhan Jandarbijev volt csecsen elnök meggyilkolása, robbantásos merényletben, valószínűleg FSZB-ügynökök által.
- 2004. május 9., Groznij, Csecsenföld – az oroszbarát Ahmad Kadirov csecsen elnök és kísérőinek meggyilkolása, nagyerejű pokolgépes merénylettel a Dinamó-stadionban, a szovjet Győzelem Napján tartott díszszemlén. Az oroszellenes csecsen partizánok akciójában súlyosan megsebesül Valerij Baranov vezérezredes is, a csecsenföldi orosz csapatok parancsnoka.
- 2005. február 14., Bejrút – Rafik Hariri milliárdos, libanoni miniszterelnök és kísérőinek meggyilkolása, autóba rejtett pokolgéppel. A libanoni közvélemény Szíriát, az ENSZ a Hezbollahot, a Hezbollah pedig az izraeli Moszadot vádolta.
- 2005. május 10., Tbiliszi, Grúzia – Miheil Szaakasvili grúz elnök és vendége, George W. Bush amerikai elnök elleni merénylet-kísérlet. Vlagyimir Arutyunjan, a grúziai örmény kisebbség tagja, kézigránátot dob közéjük, de az nem robban fel.
- 2005. július 7., London – Több öngyilkos bombarobbantás a metróban és egy autóbuszon (Tavistock Square), 56 személy halálát okozva. A tettesek Nagy-Britanniában született és ott felnőtt (homegrown) muzulmán militánsok.
- 2005. augusztus 16., Taizé, Burgundia – Roger Schütz-Marsauche (Roger testvér), a taizéi közösség alapítójának meggyilkolása. Egy pszichopata nő, Luminita Solcan tőrrel leszúrta.
- 2006. november 1., London – Alekszandr Litvinyenkót, az orosz KGB egykori tisztjét, aki Angliában az orosz üzleti maffia politikai kapcsolatai után nyomozott, polóniummal megmérgeztek. November 23-án meghalt, a brit nyomozás az orosz titkosszolgálattal együttműködő üzletembereket, Andrej Lugovojt és Dmitrij Vadimovics Kovtunt gyanúsítja.
- 2007. december 27., Ravalpindi – Benazír Bhutto volt pakisztáni miniszterelnök-asszony, elnökjelölt meggyilkolása, az al-Káida muzulmán terrorszervezet öngyilkos merénylői által.
- 2008. február 11., Dili, Kelet-Timor – Sikertelen merénylet José Ramos-Horta elnök és Xanana Gusmão miniszterelnök ellen. Ramos-Horta megsebesül, Gusmão sértetlen marad. A támadást vezető Alfredo Reinado felkelő-parancsnokot tűzharcban megölik, embereit elfogják.
- 2010. január 19., Dubaj – Mahmúd al-Mabhúht, a Hamász magas rangú vezetőjét, Moszad-ügynökök meggyilkolták szállodai szobájában. Az akció – nem maga a gyilkosság, hanem csak a hamis adatokkal megszerzett európai uniós és ausztráliai útlevelek jogtalan felhasználása miatt – nemzetközi diplomáciai botrányt keltett.[21]

### 2011–2020 között

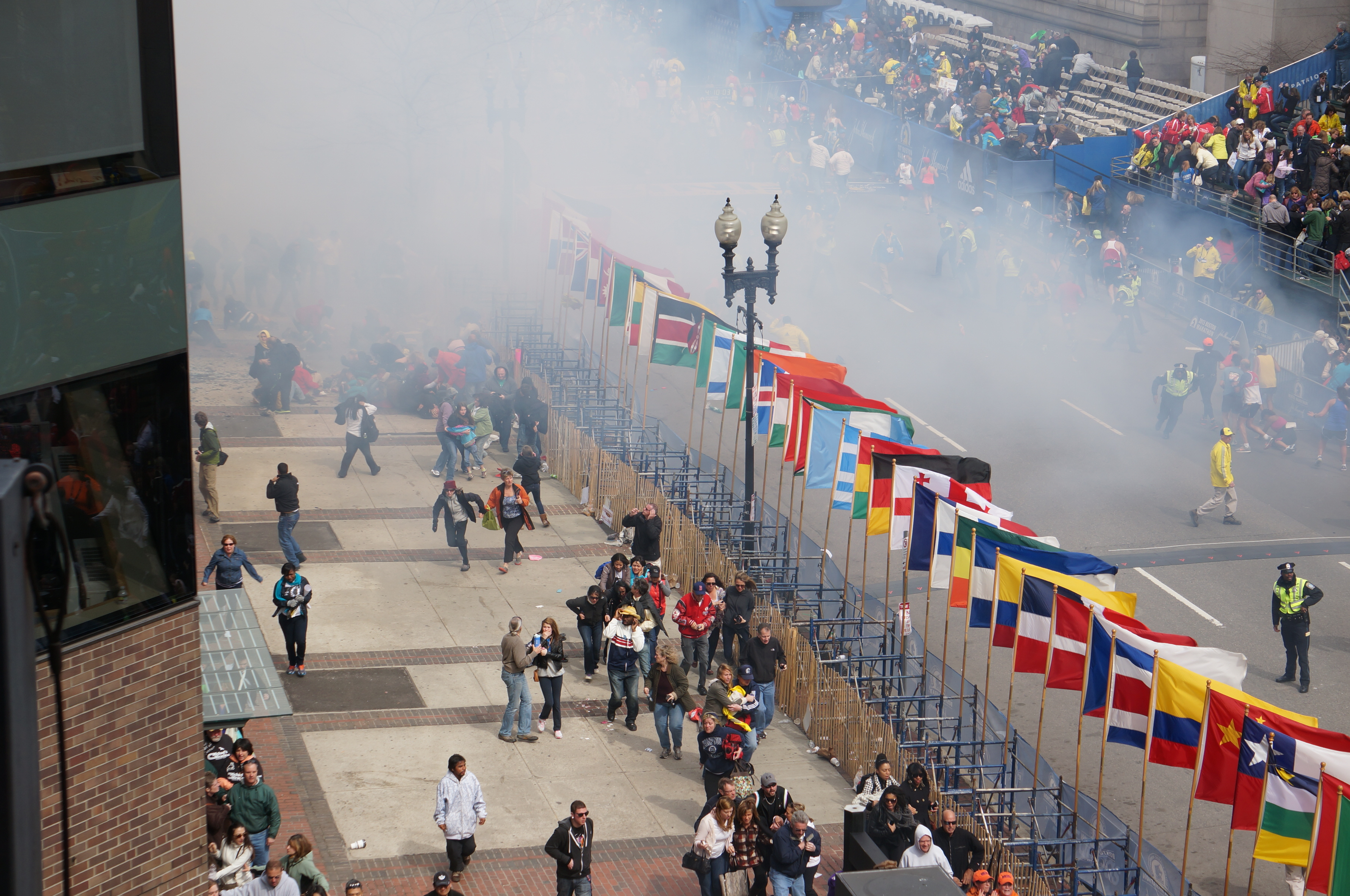
A 2013-as bostoni robbantások utáni pillanatok, 2013. április 15.

- 2012. október 9., Mingora, Pakisztán – Malála Júszafzai emberjogi aktivistát, aki a nők tanuláshoz való jogáért küzdött, iszlámista tálibok egy buszon több lövéssel súlyosan megsebesítettek. Csodával határos módon felépült, 2014-ben Nobel-békedíjat kapott.
- 2013. április 15, Boston, USA – A Boston Marathon futóverseny résztvevői és nézői ellen két robbantásos merényletet követtek el.[22] Öt ember életét veszítette, 280 személy megsérült. A rendőrség azonosította a csecsen származású merénylőket. Tamerlan Carnajevet tűzharcban megölték, öccsét, Dzsohar Carnajevet sebesülten elfogták.
- 2014. május 24-én Brüsszel – Egy fegyveres személy tüzet nyitott a belga zsidó múzeumnál, meggyilkolva három embert, illetve súlyosan megsebesített egy negyediket, majd elmenekült a helyszínről.
- 2015. január 7., Párizs – Terrortámadás a Charlie Hebdo szerkesztősége ellen. Két iszlamista fegyveres, Saïd és Chérif Kouachi 12 embert, köztük 2 rendőrt agyonlőttek, majd Dammartin-en-Goële határfaluban elsáncolták magukat. Ezzel párhuzamosan társaik január 8-án megöltek egy rendőrnőt, egy kóser boltban pedig 4 túszt. Január 9-én kommandóakcióval mindkét helyszínt felszámolták, az elkövetőket megölték.[23]
- 2015. február 27., Moszkva – Nyílt utcán, a Kreml közelében gépkocsiból agyonlőtték Borisz Jefimovics Nyemcov ellenzéki politikust, az Igazak Ereje Párt vezetőjét, az Oroszországi Föderáció korábbi miniszterelnök-helyettesét, Putyin elnök bírálóját.[24]
- 2015. június 26., Szúsza (Tunézia) – Tengerparton pihenő turistákat támadtak meg és lőttek agyon gépfegyveres merénylők Tunéziában.[25]
- 2015. október 10., Ankara – Robbantásos merényletet hajtottak végre egy béketüntetésen Törökországban[26]
- 2015. november 13., Párizs – 128 halálos áldozatot követelt a Párizsban végrehajtott támadássorozat. Fegyveresek lövöldöztek legalább öt helyszínen a városban, a Bataclan koncertteremben volt a legsúlyosabb a helyzet, ahol 100-nál több embert mészároltak le a terroristák. Párizst ekkora támadás a második világháború óta nem érte.
- 2016. március 22., Brüsszel – 34 halálos áldozatot és több mint 200 sérültet követelő merényletsorozat. Reggel 8-kor 2 robbantás (és egy besült) történt a brüsszeli Zaventem reptéren, 9 óra tájékán pedig az Európai Parlamenttől nem messze lévő metróállomáson történt egy robbanás. Az Iszlám Állam magára vállalta a merényletet.
- 2016. március 27, Lahor, Pakisztán – Pokolgép robbant egy parkban[27] Pakisztán második legnagyobb városában. A terrortámadásban legkevesebb 65-en vesztették életüket, köztük sok nő és gyermek. Több százan megsérültek. A terrorcselekményért a Dzsamat ul-Ahrar nevű iszlamista csoport vállalta a felelősséget. Szóvivőjük közölte, hogy a támadás a közelben húsvéti ünnepséget tartó helyi keresztény közösség ellen irányult.[28]

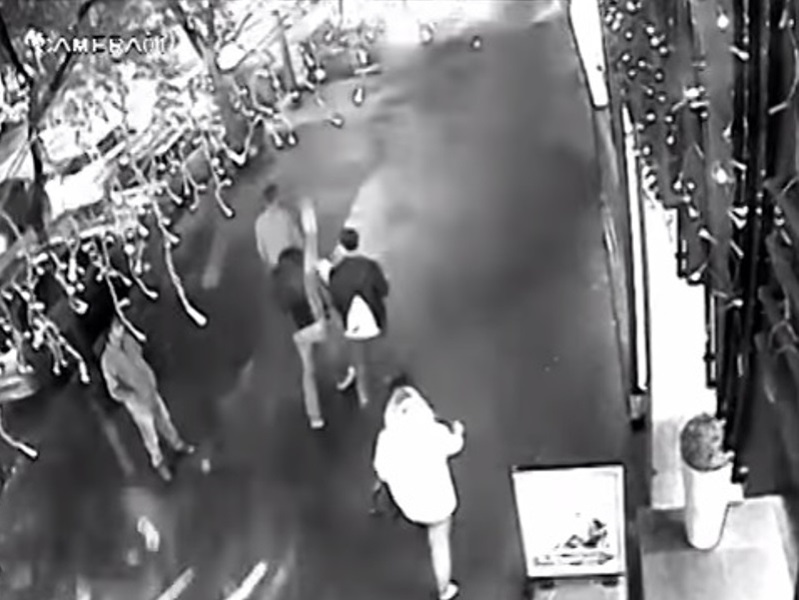
2016. szeptember 24, a Teréz körúti robbantás pillanata (a detonáció a kép felső részén)

- 2016. szeptember 24-én 22 óra 36 perc, Budapest – A Teréz körúti robbantás (terézvárosi robbantás), a Teréz körút 4. szám előtt. A merénylet célpontja a közelben járőrszolgálatot teljesítő két rendőr törzsőrmester volt, akik súlyosan megsérültek. A merényletet házi készítésű szögbombával követték el.[29][30]
- 2017. október 16., Bidnija, Málta – Daphne Caruana Galizia oknyomozó újságíró meggyilkolása, az autójába rejtett, mobiltelefon-hívással aktivált pokolgéppel. Caruana vezető kormánypárti politikusok korrupciós ügyeit kutatta.[31]
- 2018. január 16. 8 óra 17 perc, Észak-Mitrovica, Koszovó – A koszovói szerb politikusra, Oliver Ivanovićra, a nyílt utcán egy kocsiból többen rálőnek. A politikus a helyszínen életét veszti.[32]
- 2018. augusztus 31., Donyeck, Donyecki Népköztársaság – Autóba rejtett pokolgéppel meggyilkolják Alekszandr Zaharcsenkót, a szakadár köztársaság kormányfőjét. Megsebesült pénzügyminisztere, Alekszandr Tyimofejev is. Az orosz kormányszóvivő első reakciójában a kijevi államvezetést vélte látni a merénylet mögött.[33]
- 2018. szeptember 6., Juiz de Fora, Brazília – Jair Bolsonaro brazil elnökjelöltet és későbbi államfőt kampányolás közben megkéselik.[34]
- 2020. január 3., Bagdad, Irak – Dróntámadással megölik az iráni kémparancsnokot, Kászim Szulejmánit.[35]

### 2021–
- 2021. július 7., Port-au-Prince, Haiti – Jovenel Moïse köztársasági elnököt saját rezidenciáján egy 26 főnyi fegyveres csoport megtámadta és meggyilkolta. Feleségét életveszélyesen megsebesítették. A merénylet mögött a drogkartellt és Ariel Henry megválasztott miniszterelnök környezetét is gyanítják.[36]
- 2022. június 6., Santo Domingo (Dominikai Köztársaság) – Orlando Jorge Mera környezetvédelmi minisztert hivatalában agyonlőtte Miguel Cruz nevű ismerőse.[37]
- 2022. július 8., Nara (Japán) – Abe Sinzó volt japán kormányfőt választási gyűlésén egy Jamagami Tecuja nevű férfi vadászpuskával agyonlőtte.[38]
- 2024. május 15., Nyitrabánya (Szlovákia) – Robert Fico szlovák miniszterelnököt több lövés is éri egy merénylet során.
- 2024. július 13., Butler, Pennsylvania (Amerikai Egyesült Államok) – Donald Trumpot fülön lövi egy merénylő (Thomas Matthew Crooks) egy kampányeseménye közben.
- 2024. július 31., Teherán (Irán)  – Egy Teheránban elkövetett merényletben életét veszti Iszmáíl Hanije, a Hamász palesztin terrorszervezet egyik vezetője.[39]